# 작은 신의 아이들 (영화)
《작은 신의 아이들》(영어: Children of a Lesser God)은 1986년 공개된 미국의 로맨틱 코미디 영화이다. 마크 메도프의 토니상을 수상한 동명 희곡을 원작으로 하고 있으며, 메도프와 헤스퍼 앤더슨이 각색하였다.
말리 매틀린의 영화 데뷔작으로, 그녀는 그당시 역사상 최연소로 아카데미 여우주연상을 수상했다.

## 출연

### 주연
- 윌리엄 허트

### 조연
- 마리 매트린
- 파이퍼 로리
- 필립 보스코

## 기타
- 원작자: 마크 메토프
- 원조: 엠마뉴엘 아즌버그
- 미술: 진 캘러핸
- 의상: 르니 에이프릴
- 배역: 그레첸 르넬

## 같이 보기
- 청각 장애